# نادي تكريت
نادي تكريت الرياضي هو فريق كرة قدم عراقي مقره في تكريت، صلاح الدين، يلعب في الدوري العراقي الدرجة الثالثة.

## التاريخ الإداري
- محمد سعيد
- أركان إبراهيم
- ضياء خليل
- سعد جبر خليفة

## روابط خارجية
- نادي تكريت على موقع Goalzz.com
- أندية العراق - تواريخ التأسيس